# مسابقات جهانی دو و میدانی
مسابقات جهانی دو و میدانی (به انگلیسی: IAAF World Championships in Athletics) مسابقات دو و میدانی است که توسط اتحادیه بین‌المللی فدراسیون‌های دو و میدانی هر دو سال یک بار برگزار می‌شود.
اولین دورهٔ این مسابقات در سال ۱۹۸۳ میلادی در شهر هلسینکی فنلاند با حضور بیش از ۱۳۰۰ ورزشکار از ۱۵۴ کشور برگزار شده‌است.

## مسابقات
| -  | سال     | شهر       | کشور                | تاریخ برگزاری            | ورزشگاه                    | رویدادها | ورزشکاران |
| -- | ------- | --------- | ------------------- | ------------------------ | -------------------------- | -------- | --------- |
| ۱  | ۱۹۸۳ () | هلسینکی   | فنلاند              | ۷ اوت – ۱۴ اوت           | ورزشگاه المپیک هلسینکی     | ۴۱       | ۱٬۳۵۵     |
| ۲  | ۱۹۸۷ () | رم        | ایتالیا             | ۲۸ اوت – ۶ سپتامبر       | ورزشگاه المپیک رم          | ۴۳       | ۱٬۴۵۱     |
| ۳  | ۱۹۹۱ () | توکیو     | ژاپن                | ۲۳ اوت – ۱ سپتامبر       | ورزشگاه ملی المپیک توکیو   | ۴۳       | ۱٬۵۱۷     |
| ۴  | ۱۹۹۳ () | اشتوتگارت | آلمان               | ۱۳ اوت – ۲۲ اوت          | ورزشگاه مرسدس بنز آرنا     | ۴۴       | ۱٬۶۸۹     |
| ۵  | ۱۹۹۵ () | یوتبری    | سوئد                | ۵ اوت – ۱۳ اوت           | ورزشگاه اولوی              | ۴۴       | ۱٬۸۰۴     |
| ۶  | ۱۹۹۷ () | آتن       | یونان               | ۱ اوت – ۱۰ اوت           | ورزشگاه المپیک آتن         | ۴۴       | ۱٬۸۸۲     |
| ۷  | ۱۹۹۹ () | سویا      | اسپانیا             | ۲۰ اوت – ۲۹ اوت          | ورزشگاه المپیک سویا        | ۴۶       | ۱٬۸۲۱     |
| ۸  | ۲۰۰۱ () | ادمونتون  | کانادا              | ۳ اوت – ۱۲ اوت           | ورزشگاه کامنولث (ادمونتون) | ۴۶       | ۱٬۶۷۷     |
| ۹  | ۲۰۰۳ () | سَن دُنی    | فرانسه              | ۲۳ اوت – ۳۱ اوت          | ورزشگاه استاد دو فرانس     | ۴۶       | ۱٬۶۷۹     |
| ۱۰ | ۲۰۰۵ () | هلسینکی   | فنلاند              | ۶ اوت – ۱۴ اوت           | ورزشگاه المپیک هلسینکی     | ۴۷       | ۱٬۶۸۸     |
| ۱۱ | ۲۰۰۷ () | اوساکا    | ژاپن                | ۲۴ اوت – ۲ سپتامبر       | ورزشگاه ناگای              | ۴۷       | ۱٬۸۰۰     |
| ۱۲ | ۲۰۰۹ () | برلین     | آلمان               | ۱۵ اوت – ۲۳ اوت          | ورزشگاه المپیک برلین       | ۴۷       | ۱٬۸۹۵     |
| ۱۳ | ۲۰۱۱ () | دئگو      | کره جنوبی           | ۲۷ اوت – ۴ سپتامبر       | ورزشگاه دائجو              | ۴۷       | ۱٬۸۶۷     |
| ۱۴ | ۲۰۱۳ () | مسکو      | روسیه               | ۱۰ اوت – ۱۸ اوت          | ورزشگاه لوژنیکی            | ۴۷       | ۱٬۹۷۰     |
| ۱۵ | ۲۰۱۵ () | پکن       | چین                 | ۲۲ اوت – ۳۰ اوت          | ورزشگاه ملی پکن            | ۴۷       | ۱٬۹۳۱     |
| ۱۶ | ۲۰۱۷ () | لندن      | بریتانیا            | ۵ اوت – ۱۳ اوت           | ورزشگاه المپیک لندن        |          |           |
| ۱۷ | ۲۰۱۹ () | دوحه      | قطر                 | ۲۸ سپتامبر – ۶ اکتبر     | ورزشگاه بین‌المللی خلیفه    |          |           |
| ۱۸ | ۲۰۲۱ () | یوجین     | ایالات متحده آمریکا | ۷ اوت – ۱۵ اوت (غیررسمی) | ورزشگاه هیوارد             |          |           |

## کشورها بر پایهٔ مدال
| رتبه | کشور                | طلا | نقره | برنز | مجموع |
| ۱    | ایالات متحده آمریکا | ۱۳۲ | ۷۴   | ۶۹   | ۲۷۵   |
| ۲    | روسیه               | ۴۶  | ۵۶   | ۴۹   | ۱۵۱   |
| ۳    | کنیا                | ۳۸  | ۳۳   | ۲۹   | ۱۰۰   |
| ۴    | آلمان               | ۲۸  | ۲۳   | ۳۶   | ۸۷    |
| ۵    | اتحاد جماهیر شوروی  | ۲۲  | ۲۵   | ۲۸   | ۷۵    |
| ۶    | آلمان شرقی          | ۲۰  | ۱۸   | ۱۵   | ۵۳    |
| ۷    | جامائیکا            | ۱۸  | ۴۰   | ۳۱   | ۸۹    |
| ۸    | بریتانیای کبیر      | ۱۸  | ۲۹   | ۲۹   | ۷۶    |
| ۹    | کوبا                | ۱۸  | ۲۰   | ۷    | ۴۵    |
| ۱۰   | اتیوپی              | ۱۸  | ۱۶   | ۱۵   | ۴۹    |
| ۱۱   | ایتالیا             | ۱۱  | ۱۴   | ۱۲   | ۳۷    |
| ۱۲   | بلاروس              | ۱۰  | ۱۱   | ۱۱   | ۳۲    |
| ۱۳   | لهستان              | ۱۰  | ۸    | ۱۳   | ۳۱    |
| ۱۴   | مراکش               | ۱۰  | ۷    | ۵    | ۲۲    |
| ۱۵   | جمهوری چک           | ۱۰  | ۴    | ۳    | ۱۷    |
| ۱۶   | فرانسه              | ۹   | ۱۲   | ۱۴   | ۳۵    |
| ۱۷   | چین                 | ۹   | ۸    | ۱۰   | ۲۷    |
| ۱۸   | استرالیا            | ۹   | ۵    | ۱۰   | ۲۴    |
| ۱۹   | اوکراین             | ۸   | ۹    | ۱۱   | ۲۸    |
| ۲۰   | اسپانیا             | ۷   | ۱۵   | ۱۳   | ۳۵    |
| ۲۱   | فنلاند              | ۷   | ۷    | ۵    | ۱۹    |
| ۲۲   | آفریقای جنوبی       | ۷   | ۴    | ۱    | ۱۲    |
| ۲۳   | سوئد                | ۷   | ۳    | ۵    | ۱۵    |
| ۲۴   | نروژ                | ۶   | ۴    | ۲    | ۱۲    |
| ۲۵   | الجزایر             | ۶   | ۰    | ۳    | ۹     |
| ۲۶   | رومانی              | ۵   | ۸    | ۹    | ۲۲    |
| ۲۷   | باهاما              | ۵   | ۷    | ۵    | ۱۷    |
| ۲۸   | پرتغال              | ۵   | ۶    | ۵    | ۱۶    |
| ۲۹   | بلغارستان           | ۵   | ۳    | ۷    | ۱۵    |
| ۳۰   | بحرین               | ۵   | ۱    | ۱    | ۷     |
| ۳۱   | کانادا              | ۴   | ۸    | ۵    | ۱۷    |
| ۳۲   | یونان               | ۴   | ۵    | ۱۰   | ۱۹    |
| ۳۳   | چکسلواکی            | ۴   | ۴    | ۳    | ۱۱    |
| ۳۴   | سوئیس               | ۴   | ۰    | ۳    | ۷     |
| ۳۵   | ژاپن                | ۳   | ۶    | ۱۱   | ۲۰    |
| ۳۶   | مکزیک               | ۳   | ۱    | ۷    | ۱۱    |
| ۳۷   | موزامبیک            | ۳   | ۱    | ۱    | ۵     |
| ۳۸   | اکوادور             | ۳   | ۱    | ۰    | ۴     |
| ۳۹   | نیوزیلند            | ۳   | ۰    | ۱    | ۴     |
| ۳۹   | دانمارک             | ۳   | ۰    | ۱    | ۴     |
| ۴۱   | استونی              | ۲   | ۴    | ۱    | ۷     |
| ۴۲   | جمهوری ایرلند       | ۲   | ۳    | ۰    | ۵     |
| ۴۳   | لیتوانی             | ۲   | ۲    | ۱    | ۵     |
| ۴۴   | جمهوری دومینیکن     | ۲   | ۱    | ۰    | ۳     |
| ۴۴   | قطر                 | ۲   | ۱    | ۱    | ۴     |
| ۴۶   | کرواسی              | ۲   | ۰    | ۰    | ۲     |
| ۴۶   | تاجیکستان           | ۲   | ۰    | ۰    | ۲     |
| ۴۸   | برزیل               | ۱   | ۵    | ۵    | ۱۱    |
| ۴۹   | ترینیداد و توباگو   | ۱   | ۴    | ۴    | ۹     |
| ۵۰   | نامیبیا             | ۱   | ۴    | ۰    | ۵     |
| ۵۱   | هلند                | ۱   | ۳    | ۳    | ۷     |
| ۵۲   | زامبیا              | ۱   | ۲    | ۰    | ۳     |
| ۵۳   | اسلوونی             | ۱   | ۱    | ۱    | ۳     |
| ۵۳   | اوگاندا             | ۱   | ۱    | ۱    | ۳     |
| ۵۵   | سنت کیتس و نویس     | ۱   | ۰    | ۴    | ۵     |
| ۵۶   | سومالی              | ۱   | ۰    | ۱    | ۲     |
| ۵۶   | سوریه               | ۱   | ۰    | ۱    | ۲     |
| ۵۶   | سنگال               | ۱   | ۰    | ۱    | ۲     |
| ۵۹   | کره شمالی           | ۱   | ۰    | ۰    | ۱     |
| ۵۹   | پاناما              | ۱   | ۱    | ۰    | ۲     |
| ۶۱   | باربادوس            | ۱   | ۰    | ۰    | ۱     |
| ۶۲   | مجارستان            | ۰   | ۴    | ۵    | ۹     |
| ۶۳   | نیجریه              | ۰   | ۳    | ۳    | ۶     |
| ۶۴   | قزاقستان            | ۰   | ۲    | ۳    | ۵     |
| ۶۵   | ترکیه               | ۰   | ۲    | ۱    | ۳     |
| ۶۶   | جیبوتی              | ۰   | ۲    | ۰    | ۲     |
| ۶۶   | کامرون              | ۰   | ۲    | ۰    | ۲     |
| ۶۸   | تونس                | ۰   | ۱    | ۱    | ۲     |
| ۶۸   | قبرس                | ۰   | ۱    | ۱    | ۲     |
| ۶۸   | اتریش               | ۰   | ۱    | ۱    | ۲     |
| ۶۸   | بوروندی             | ۰   | ۱    | ۱    | ۲     |
| ۶۸   | سورینام             | ۰   | ۱    | ۱    | ۲     |
| ۶۸   | سری‌لانکا            | ۰   | ۱    | ۱    | ۲     |
| ۶۸   | اسرائیل             | ۰   | ۱    | ۱    | ۲     |
| ۶۸   | غنا                 | ۰   | ۱    | ۱    | ۲     |
| ۷۵   | برمودا              | ۰   | ۱    | ۰    | ۱     |
| ۷۶   | اریتره              | ۰   | ۱    | ۰    | ۱     |
| ۷۶   | پورتوریکو           | ۰   | ۱    | ۰    | ۱     |
| ۷۶   | تانزانیا            | ۰   | ۱    | ۰    | ۱     |
| ۸۰   | بلژیک               | ۰   | ۰    | ۴    | ۴     |
| ۸۰   | اسلواکی             | ۰   | ۰    | ۳    | ۳     |
| ۸۲   | کلمبیا              | ۰   | ۰    | ۲    | ۲     |
| ۸۳   | ایران               | ۰   | ۰    | ۱    | ۱     |
| ۸۳   | دومینیکا            | ۰   | ۰    | ۱    | ۱     |
| ۸۳   | ساموای آمریکا       | ۰   | ۰    | ۱    | ۱     |
| ۸۳   | عربستان سعودی       | ۰   | ۰    | ۱    | ۱     |
| ۸۳   | لتونی               | ۰   | ۰    | ۱    | ۱     |
| ۸۳   | هائیتی              | ۰   | ۰    | ۱    | ۱     |
| ۸۳   | هند                 | ۰   | ۰    | ۱    | ۱     |
|      | مجموع               | ۵۳۸ | ۵۴۳  | ۵۳۹  | ۱۶۱۹  |